# شون بيشوب
شون بيشوب (بالإنجليزية: Shawn Bishop)‏ هو لاعب كرة قدم غياني، ولد في 15 سبتمبر 1979 في جورج تاون في غيانا. شارك مع منتخب غيانا لكرة القدم. أما مع النوادي، فقد لعب مع كاليدونيا إي آي إي.

## وصلات خارجية
- شون بيشوب على موقع الاتحاد الدولي (مؤرشف)  (الإنجليزية)
- شون بيشوب على موقع قاعدة بيانات كرة القدم.إي يو (الإنجليزية)
- شون بيشوب على موقع ناشيونال فوتبول تيمز (الإنجليزية)
- شون بيشوب على موقع Soccerway.com (الإنجليزية)